# Faith (조지 마이클의 음반)
| 전문가 평가                   | 전문가 평가 |
| 평가 점수                     | 평가 점수   |
| 출처                          | 점수        |
| ----------------------------- | ----------- |
| AllMusic                      | [ 2 ]       |
| The Boston Phoenix            | [ 3 ]       |
| Encyclopedia of Popular Music | [ 4 ]       |
| Entertainment Weekly          | A           |
| Los Angeles Times             | [ 6 ]       |
| Pitchfork                     | 8.7/10      |
| Q                             | [ 8 ]       |
| Rolling Stone                 | [ 9 ]       |
| The Rolling Stone Album Guide | [ 10 ]      |
| The Village Voice             | B+          |

《Faith》는 영국의 가수 조지 마이클의 데뷔 솔로 스튜디오 음반으로, 1987년 11월 2일, 컬럼비아 레코드와 에픽 레코드를 통해 발매되었다. 마이클은 이 음반에서 다양한 악기를 직접 연주했으며, 〈Look at Your Hands〉 한 곡을 제외한 전곡을 작사, 작곡하고 프로듀싱했다. 해당 곡은 데이비드 오스틴과 공동 작업했다. 이 음반은 팝을 중심으로 알앤비, 펑크, 솔 음악의 영향을 받은 작품으로, 자전적인 가사들이 특징이며 이는 당시 마이클의 개인적인 인간관계에 대한 논란을 불러일으키기도 했다.
《Faith》는 영국 음반 차트와 미국 빌보드 200 차트에서 1위에 올랐다. 이 음반은 빌보드 200 상위 10위 안에 총 51주 동안 비연속적으로 머물렀으며, 그중 12주는 1위를 차지했다. 또한 《Faith》는 백인 솔로 아티스트의 음반으로는 처음으로 빌보드 톱 블랙 음반 차트에서 1위를 기록했다. 《Faith》는 빌보드 핫 100에서 1위를 차지한 네 곡의 싱글 〈Faith〉, 〈Father Figure〉, 〈One More Try〉, 〈Monkey〉를 배출했으며, 이로써 마이클은 한 음반에서 네 곡의 1위 싱글을 낸 유일한 영국인 남성 솔로 아티스트가 되었다. 마이클은 《Faith》를 홍보하기 위해 1988년 2월, The Faith Tour를 시작했으며, 도쿄의 부도칸 경기장에서 첫 공연을 가진 후 오스트레일리아, 유럽, 북미를 순회했다.

## 배경
1986년까지 마이클은 그의 절친 앤드루 리즐리와 함께한 인기 듀오 왬!의 리드 싱어로 5년을 보냈으며, 《Fantastic》과 《Make It Big》 같은 음반에 진지한 주제를 담았음에도 불구하고 이 그룹이 단순히 10대 팬을 겨냥한 그룹에 불과하다는 비난에 지쳐 있었다. 《Make It Big》의 성공 이후 마이클은 그룹을 계속 이어가는 데에 피로감을 느꼈고, 리즐리에게 그룹을 해체하고 싶다는 뜻을 밝혔다. 그룹은 웸블리 스타디움에서 열린 더 파이널이라는 제목의 공연을 끝으로 해체하기로 결정했다. 해체 이후 마이클은 첫 솔로 음반이 될 《Faith》에 수록될 곡들을 작업하기 시작했다. 마이클은 동시대 아티스트였던 마이클 잭슨과 프린스에게서 영감을 받았다. 그는 이렇게 회상했다. "나는 확실히 잭슨과 프린스와 같은 성층권에 있고 싶었어요. 몇 년 전만 해도 《탑 오브 더 팝스》에 나가는 걸로도 충분히 행복했는데, 어느 순간 '나도 마이클 잭슨처럼 할 수 있어'라고 생각했죠. 그는 방금 《Thriller》를 냈단 말이에요, 젠장! 지금이라면 그렇게 대담하진 못했을 거예요. 나는 그들과 같은 결을 지닌 음악을 하고 싶었고, 무엇보다도 그들만큼 좋은 음악을 만들고 싶었어요."

## 녹음
이 음반은 제작에 1년 이상이 걸렸다. 가장 먼저 완성된 곡은 〈I Want Your Sex (Part 1)〉와 〈Look at Your Hands〉 (작업 제목은 〈Betcha Don't Like It〉)로, 각각 1986년 8월과 9월에 런던의 사름 웨스트 스튜디오에서 녹음되었다. 그러나 본격적인 녹음은 약 6개월간의 활동 중단 이후인 1987년 2월에 시작되었으며, 이때는 덴마크 라네르스 인근에 위치한 푹 스튜디오에서 이루어졌다. 이곳에서는 언론의 간섭이 없었기 때문에 마이클이 방해 없이 편안하게 작업할 수 있는 환경이 되었다. 곡들은 주로 마이클이 스튜디오에서 조금씩 써 내려갔으며, 드럼 머신과 같은 기술을 활용해 기본적인 리듬을 만드는 방식으로 아이디어를 발전시켰다. 라이브 리듬 섹션을 사용했던 왬!의 《Make It Big》과는 달리, 《Faith》에서는 각 악기 파트를 메인 스튜디오에서 오버더빙 방식으로 녹음했다. 마이클은 세션 뮤지션을 고용해 자신의 음악적 아이디어를 실현하기도 했지만, 가능한 한 많은 (혹은 전부) 파트를 직접 연주하려 했으며, 이는 〈I Want Your Sex (Part 1)〉, 〈Hard Day〉, 〈Monkey〉 등에서 확인할 수 있다. 그러나 타이틀곡 〈Faith〉의 녹음 직후인 5월 말, 엔지니어 크리스 포터에 따르면 마이클이 밀실 공포증 증세를 겪기 시작하면서 푹 스튜디오에서의 녹음 세션은 종료되었다. 이후 녹음은 다시 사름 웨스트에서 재개되었고, 음반의 후반부 제작 과정은 그곳에서 진행되었다.
이 음반에서 마이클은 여러 악기를 연주했을 뿐만 아니라, 〈Look at Your Hands〉 한 곡을 제외한 모든 트랙을 직접 작곡하고 프로듀싱했다. 해당 곡은 데이비드 오스틴과 공동으로 작곡한 것이다. 동시대의 "흑인" 팝, R&B 음반으로 분류되는 《Faith》는 마이클의 보컬을 새로운 스타일로 선보인다. 이 음반의 곡들에는 자전적인 가사들이 다수 포함되어 있으며, 이는 당시 마이클의 사생활과 관련된 논란을 불러일으키기도 했다. 《Faith》는 솔 (〈Father Figure〉, 〈One More Try〉), 록 (〈Look at Your Hands〉, 〈Faith〉, 〈Hand to Mouth〉), 펑크 (〈Monkey〉, 〈Hard Day〉), 재즈 (〈Kissing a Fool〉) 등 다양한 음악 스타일을 아우른다.

## 곡 목록
모든 곡들은 특별한 언급이 없는 한 조지 마이클에 의해 작사/작곡하였다.
| #  | 제목                              | 재생 시간 |
| -- | --------------------------------- | --------- |
| 1. | 〈Faith〉                         | 3:16      |
| 2. | 〈Father Figure〉                 | 5:36      |
| 3. | 〈I Want Your Sex〉 (Parts 1 & 2) | 9:17      |
| 4. | 〈One More Try〉                  | 5:50      |

| #  | 제목                   | 작사·작곡               | 재생 시간 |
| -- | ---------------------- | ----------------------- | --------- |
| 5. | 〈Hard Day〉           |                         | 4:48      |
| 6. | 〈Hand to Mouth〉      |                         | 4:36      |
| 7. | 〈Look at Your Hands〉 | 마이클, 데이비드 오스틴 | 4:37      |
| 8. | 〈Monkey〉             |                         | 5:06      |
| 9. | 〈Kissing a Fool〉     |                         | 4:35      |

## 인증
| 국가                                                                                         | 인증        | 판매량/출하량 |
| -------------------------------------------------------------------------------------------- | ----------- | ------------- |
| 아르헨티나 (CAPIF)                                                                           | 플래티넘    | 60,000^       |
| 오스트레일리아 (ARIA)                                                                        | 5× 플래티넘 | 350,000^      |
| 브라질 as of January 1991                                                                    | —           | 280,000       |
| 캐나다 (뮤직 캐나다)                                                                         | 다이아몬드  | 1,000,000^    |
| 캐나다 (뮤직 캐나다) video                                                                   | 플래티넘    | 10,000^       |
| 덴마크 (IFPI Danmark)                                                                        | 플래티넘    | 20,000        |
| 프랑스 (SNEP)                                                                                | 2× 플래티넘 | 600,000*      |
| 독일 (BVMI)                                                                                  | 골드        | 250,000^      |
| 홍콩 (IFPI 홍콩)                                                                             | 골드        | 10,000*       |
| 이탈리아                                                                                     | —           | 200,000       |
| 일본                                                                                         | —           | 204,000       |
| 네덜란드 (NVPI)                                                                              | 플래티넘    | 100,000^      |
| 뉴질랜드 (RMNZ)                                                                              | 플래티넘    | 15,000^       |
| 노르웨이 (IFPI 노르웨이)                                                                     | 골드        | 50,000        |
| 스페인 (PROMUSICAE)                                                                          | 2× 플래티넘 | 200,000^      |
| 스웨덴 (GLF)                                                                                 | 골드        | 50,000^       |
| 스위스 (IFPI 스위스)                                                                         | 2× 플래티넘 | 100,000^      |
| 영국 (BPI)                                                                                   | 4× 플래티넘 | 1,300,000     |
| 미국 (RIAA)                                                                                  | 다이아몬드  | 10,000,000^   |
| 미국 (RIAA) video                                                                            | 플래티넘    | 100,000^      |
| 요약                                                                                         |             |               |
| 전 세계                                                                                      | —           | 25,000,000    |
| *판매량을 기반으로 한 인증 · ^출하량을 기반으로 한 인증 · 판매량+스트리밍을 기반으로 한 인증 |             |               |

## 같이 보기
- 가장 많이 팔린 음반 목록
- 미국에서 가장 많이 팔린 음반 목록